# Пюхяранта
Пюхяранта (фин. Pyhäranta) — община в провинции Исконная Финляндия, губерния Западная Финляндия, Финляндия. Общая площадь территории — 291,75 км², из которых 148,5 км² — вода.

## Демография
На 31 января 2011 года в общине Пюхяранта проживало 2229 человек: 1140 мужчин и 1089 женщин.
Финский язык является родным для 98,88% жителей, шведский — для 0,36%. Прочие языки являются родными для 0,76% жителей общины.
Возрастной состав населения:
- до 14 лет — 16,51%
- от 15 до 64 лет — 63,48%
- от 65 лет — 20,32%

Изменение численности населения по годам:
| Год  | Численность |
| ---- | ----------- |
| 1990 | 2385        |
| 1995 | 2375        |
| 2000 | 2311        |
| 2005 | 2218        |
| 2010 | 2236        |
| 2015 | 2136        |
| 2020 | 1994        |